# Orbire
Orbirea este fenomenul pierderii totale sau parțiale a vederii din cauza unor factori neurologici sau fiziologici. Au fost elaborate diferite scări de apreciere a gradului pierderii vederii. Cei cu vederea foarte proastă pot doar să diferențieze lumina de întuneric și să indice direcția luminii. Există și unele standarde legale care definesc gradul de orbire al diferitor persoane.
Aproximativ 10% din cei care pot fi legal considerați cu vedere slabă sunt orbi compleți.
Dintre cei mai importanți oameni orbi pot fi enumerați Homer, Stevie Wonder, Ray Charles (de la 7 ani) și Sidney Bradford.
Erik Weihenmayer este singurul nevăzător care a escaladat Everestul.
În aprilie 2012 la nivel mondial existau 160 de milioane de persoane nevăzătoare.
În anul 2011, în România existau aproximativ 10.000 de nevăzători.

## Legături externe
- NVDA și Ivona, de acum și nevăzătorii pot folosi PC-ul
- Internetul pentru nevăzători
- Un antreprenor local din IT a creat o aplicație cu care nevăzătorii pot „citi” email-uri
- Povestea profesorului orb care le explică copiilor nevăzători cum arată soarele
- Ziua internațională a educației copiilor nevăzători - 13 noiembrie